# Lågsjön, Jämtland
Lågsjön är en sjö i Åre kommun i Jämtland och ingår i Indalsälvens huvudavrinningsområde. Sjön har en area på 6,22 kvadratkilometer och ligger 455,1 meter över havet. Lågsjön ligger i Skäckerfjällen Natura 2000-område. Sjön avvattnas av vattendraget Lågsjöån. Vid provfiske har röding och öring fångats i sjön.

## Delavrinningsområde
Lågsjön ingår i det delavrinningsområde (708999-135557) som SMHI kallar för Utloppet av Lågsjön. Medelhöjden är 500 meter över havet och ytan är 22,29 kvadratkilometer. Räknas de 2 avrinningsområdena uppströms in blir den ackumulerade arean 49,3 kvadratkilometer. Lågsjöån som avvattnar avrinningsområdet har biflödesordning 2, vilket innebär att vattnet flödar genom totalt 2 vattendrag innan det når havet efter 380 kilometer. Avrinningsområdet består mestadels av skog (51 procent) och sankmarker (14 procent). Avrinningsområdet har 6,22 kvadratkilometer vattenytor vilket ger det en sjöprocent på 27,9 procent.